# Verlengde Hereweg 21 (Groningen)
Het pand Verlengde Hereweg 21 in de Nederlandse stad Groningen is een vrijstaand woonhuis in overgangsstijl met art-nouveau-elementen, dat is aangewezen als rijksmonument.

## Beschrijving

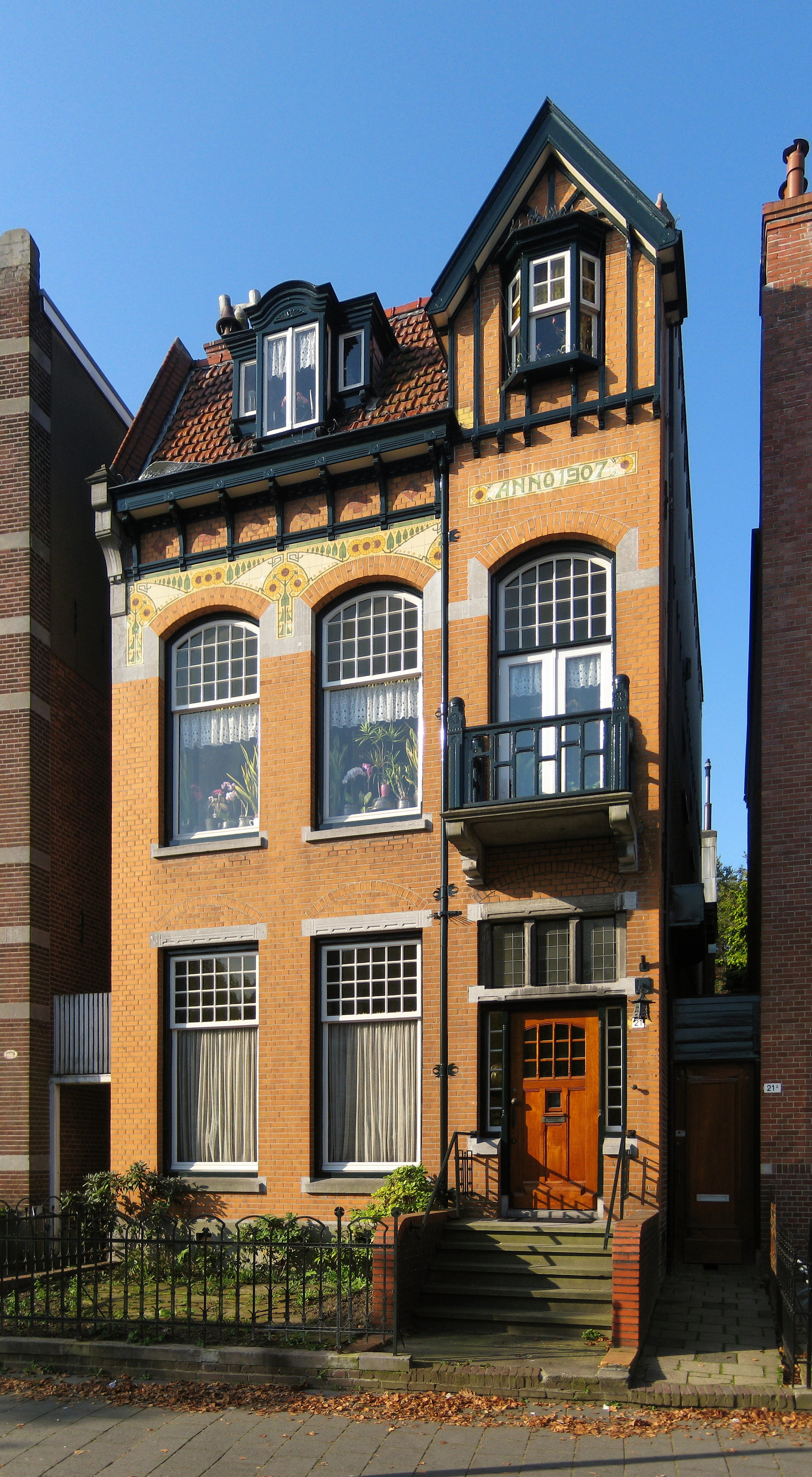
De voorgevel van Verlengde Hereweg 21 in 2011

Het pand, dat aan het noordwestelijke deel van de Verlengde Hereweg staat, werd in 1907 gebouwd in opdracht van de levensverzekeringsmaatschappij Het Noorden naar een ontwerp van de Groninger architect G. Nijhuis (1860-1940). Het is gebouwd op een rechthoekig grondplan en omvat twee bouwlagen en een zolderverdieping, die worden gedekt door een afgeknot en met rode kruispannen belegd zadeldak.
De voorgevel is drie traveeën breed en opgemetseld uit oranje verblendsteen boven een hardstenen plint. In de enigszins risalerende rechtertravee bevindt zich de ingang, die bereikbaar is via een lage hardstenen trap met aan weerszijden gemetselde muurtjes. De bewerkte houten voordeur is voorzien van geslepen glas. Ter weerszijden van de deur zijn boven een hardstenen middendorpel zijlichten geplaatst. Een geprofileerd hardstenen kalf scheidt de deur van een driedelig bovenlicht met glas in lood, waarboven een bewerkte hardstenen latei is aangebracht. Zulke lateien zijn ook geplaatst boven de twee rechtgesloten vensters in de onderste bouwlaag, die zijn voorzien van bovenlichten met een fijnmazige roedenverdeling en geelgekleurd glas.
Op de eerste verdieping bevindt zich boven de voordeur een uit natuursteen vervaardigd balkon, dat rust op twee bewerkte consoles van hetzelfde materiaal en is voorzien van een houten balkonhek. De dubbele balkondeuren zijn geplaatst in een segmentboogvormig gesloten gevelopening, evenals de twee vensters in de linkertravee. De bovenlichten in deze bouwlaag hebben eveneens een verfijnde roedenverdeling. Boven de vensters is een doorlopend fries aangebracht, dat bestaat uit een tegeltableau met in geel, groen en rood uitgevoerde bloemmotieven in Art Nouveau-stijl. Een rechthoekig tegeltableau boven het balkon vermeldt de tekst "ANNO 1907".
Het linker deel van de voorgevel is aan de bovenzijde rechtgesloten, het rechter door een in vakwerk uitgevoerde topgevel, waarin een driedelig erkertje met kleine ramen is geplaatst. In het voordakschild links bevindt zich een uit vier delen bestaande houten dakkapel, die wordt bekroond door een gebogen fronton. Over de gehele lengte van de voorgevel loopt een regenpijp met ankers in bladmotieven. De voortuin wordt van de straat gescheiden door een smeedijzeren hekwerk.
De zijgevels zijn grijs gepleisterd. Aan de achterzijde van het pand is op de eerste verdieping een balkon met een gemetselde balustrade geplaatst. In 1927 is het pand intern verbouwd tot twee aparte woningen, waarbij de hal met glazen tochtdeur bewaard is gebleven.
De woning is in 1994 aangewezen als rijksmonument "vanwege zijn cultuurhistorische en architectuurhistorische waarde, zijn gaafheid en vanwege de stilistische kwaliteit van de tegeldecoraties in Art Nouveau-stijl in de voorgevel".